# Salon Muzyczny-Muzeum Feliksa Nowowiejskiego w Poznaniu
Salon Muzyczny – Muzeum Feliksa Nowowiejskiego – muzeum poświęcone Feliksowi Nowowiejskiemu, zlokalizowane w Poznaniu, przy Alei Wielkopolskiej 11 na Sołaczu.

## Charakterystyka
Kompozytor po zakończeniu I wojny światowej osiadł na stałe w Poznaniu. Od 1920 do 1927 poświęcał się pracy dydaktycznej, a następnie całkowicie oddał się komponowaniu i koncertom. Muzeum zajmuje pomieszczenia w Willi wśród róż, w której rodzina Nowowiejskich zamieszkuje od 1929. Salon otwarto 7 lutego 2008, w 131. rocznicę urodzin kompozytora, w willi, w której zamieszkiwał i komponował w latach 1929–1939 i w której zmarł 18 stycznia 1946 (po powrocie z II wojny światowej).
Ekspozycja obrazuje pierwotny układ pomieszczeń z czasów bytności kompozytora. Znajdują się tu także instrumenty muzyczne, dzieła sztuki i prywatne przedmioty codzienne związane z Feliksem Nowowiejskim.
Muzeum funkcjonuje jako placówka edukacyjna, kulturalna i artystyczna promująca życie i dzieło Feliksa Nowowiejskiego.
Przed muzeum wmurowano płytę pamiątkową ku czci kompozytora oraz Marii Konopnickiej (w stulecie powstania Roty – 15 lipca 2010). Fundatorem był Agrobex Poznań.